# Kamenná vrata
Kamenná vrata, dříve také nazývaná Brána, je výrazný skalní útvar na Ještědském hřbetu, součást přírodní památky Terasy Ještědu. Nachází se necelý kilometr severozápadně od vrcholu Ještědu, přístupný je po žluté turistické značce z Výpřeže nebo od Červeného kamene. Skála je asi 8 metrů vysoká, 16 metrů dlouhá a 3 metry široká a charakteristický vzhled jí dává skalní okno. Materiálem skály je křemenec.
Kamenná vrata díky své poloze a tvaru patří k dominantám ještědských svahů. Odpradávna proto přitahovala pozornost lidových vypravěčů (pověsti o čertech, sletech čarodějnic, horských skřítcích střežících poklad apod.) a zaujala také např. spisovatelku Karolinu Světlou - inspirovala ji k jedné z pašeráckých scén v povídce Hubička, která se pak stala literární předlohou ke stejnojmenné opeře Bedřicha Smetany.